# Eva Calvo
Eva Calvo Gómez (29 de julho de 1991) é uma taekwondista espanhola, medalhista olímpica. 

## Carreira
Eva Calvo competiu na Rio 2016, na qual conquistou a medalha de prata, na categoria até 57kg..